# Paeonia
Pioen (Paeonia) is een geslacht uit de familie Paeoniaceae. De botanische naam Paeonia gaat terug op de antieke oudheid. Paieon was de god van de genezing in het oude Griekenland. De soorten komen voor van oostelijk Centraal-Europa en Oost-Europa tot in gematigd Azië en Noordwest-Afrika en verder ook in het westen van de Verenigde Staten en Noordwest-Mexico.

## Kweek en gebruik
Een groot aantal soorten wordt gekweekt als tuin- en sierplant. Pioenen worden ook gebruikt als snijbloem.
Er bestaan kruidachtige en struikachtige pioenrozen. De kruidachtige verliezen hun blad en de stengels moeten worden afgeknipt in het najaar. De houtachtigen behouden in de winter hun houtige stam.
De meeste soorten worden tussen de 0,8 en 1 meter hoog en de meeste soorten bloeien in de maanden mei en juni.
De (nog niet bloeiende) knoppen van pioenrozen scheiden een sap uit dat rijk is aan koolhydraten. Vaak komen hier mieren op af die zich voeden met deze substantie. De mieren zijn echter niet schadelijk voor de planten.

## Soorten
- P. algeriensis Chabert
- P. anomala L. (China)
- P. archibaldii Rukšāns
- P. arietina G.Anderson
- P. banatica Rochel (P. officinalis subsp. banatica, Hongarije, Kroatië en Roemenië)
- P. broteri Boiss. & Reut.
- P. brownii Douglas ex Hook.
- P. californica Nutt.
- P. cambessedesii (Willk.) Willk.
- P. cathayana D.Y.Hong & K.Y.Pan
- P. clusii Stern
- P. coriacea Boiss.
- P. corsica Sieber ex Tausch
- P. daurica Andrews
- P. decomposita Hand.-Mazz. (China)
- P. delavayi Franch. (China)
- P. emodi Royle (China)
- P. intermedia C.A.Mey. (China)
- P. jishanensis T.Hong & W.Z.Zhao (China)
- P. kesrouanensis (J.Thiébaut) J.Thiébaut
- P. lactiflora Pall.
- P. ludlowii (Stern & G.Taylor) D.Y.Hong (China)
- P. mairei H.Lév. China
- P. mascula (L.) Mill. (Middellandse Zeegebied)
- P. obovata Maxim. (China)
- P. officinalis L. – boerenpioen
- P. ostii T.Hong & J.X.Zhang (China)
- P. parnassica Tzanoud.
- P. peregrina Mill.
- P. qiui Y.L.Pei & D.Y.Hong (China)
- P. rockii (S.G.Haw & Lauener) T.Hong & J.J.Li ex D.Y.Hong (China)
- P. rotundiloba (D.Y.Hong) D.Y.Hong
- P. sandrae Camarda
- P. saueri D.Y.Hong, Xiao Q.Wang & D.M.Zhang
- P. sterniana H.R.Fletcher (China)
- P. tenuifolia L.
- P. veitchii Lynch
- P. wendelboi Rukšāns & Zetterl.

## Hybriden
- P. × baokangensis Z.L.Dai & T.Hong
- P. × kayae Özhatay
- P. × saundersii Stebbins
- P. × suffruticosa Andrews
- P. × yananensis T.Hong & M.R.Li